# نهر باراماتا
نهر باراماتا (بالإنجليزية: Parramatta River)‏ هو نهر يقع في سيدني بولاية نيوساوث ويلز، أستراليا، نهر باراماتا هو الرافد الرئيسي لميناء سيدني، وهو فرع من ميناء جاكسون. الروافد الثانوية الأخرى تشمل نهر لين كوف الأصغر ونهر دك (بالإنجليزية: Duck)‏، يبدأ النهر في منطقة التقاء خور تونجابي (بالإنجليزية: Toongabbie)‏ وجدول مطاحن دارلنج غرب باراماتا، ويسافر باتجاه الشرق إلى نقطة بين ونقطة روبنسون، ومدينة (بالإنجليزية: Birchgrove)‏. هنا يصب النهر في ميناء جاكسون، على بعد حوالي 21 كيلومترا (13 ميل) من بحر تسمان.

## معرض صور

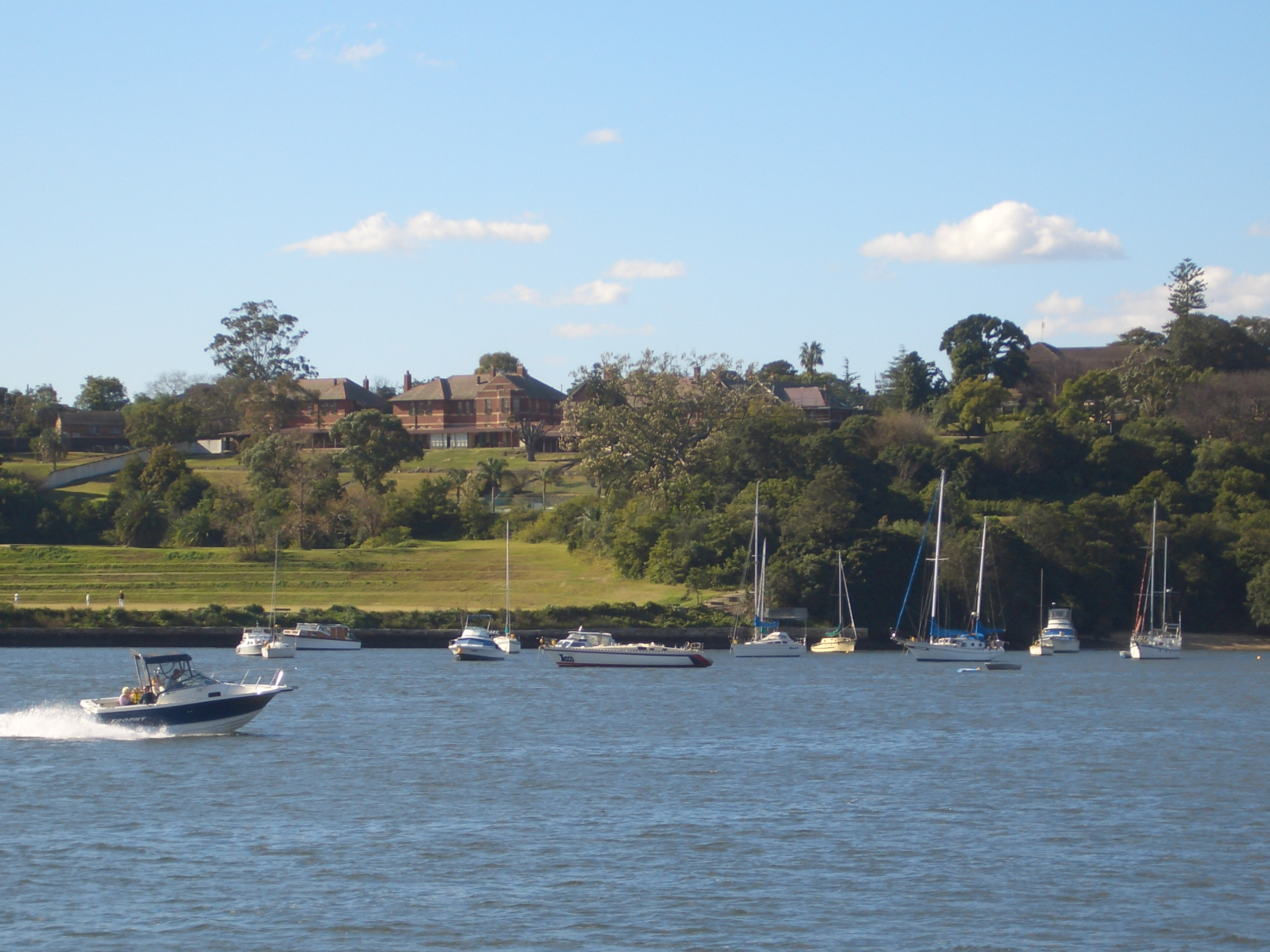
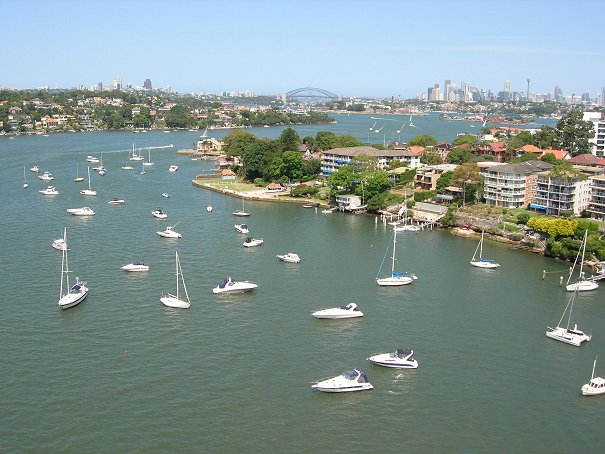
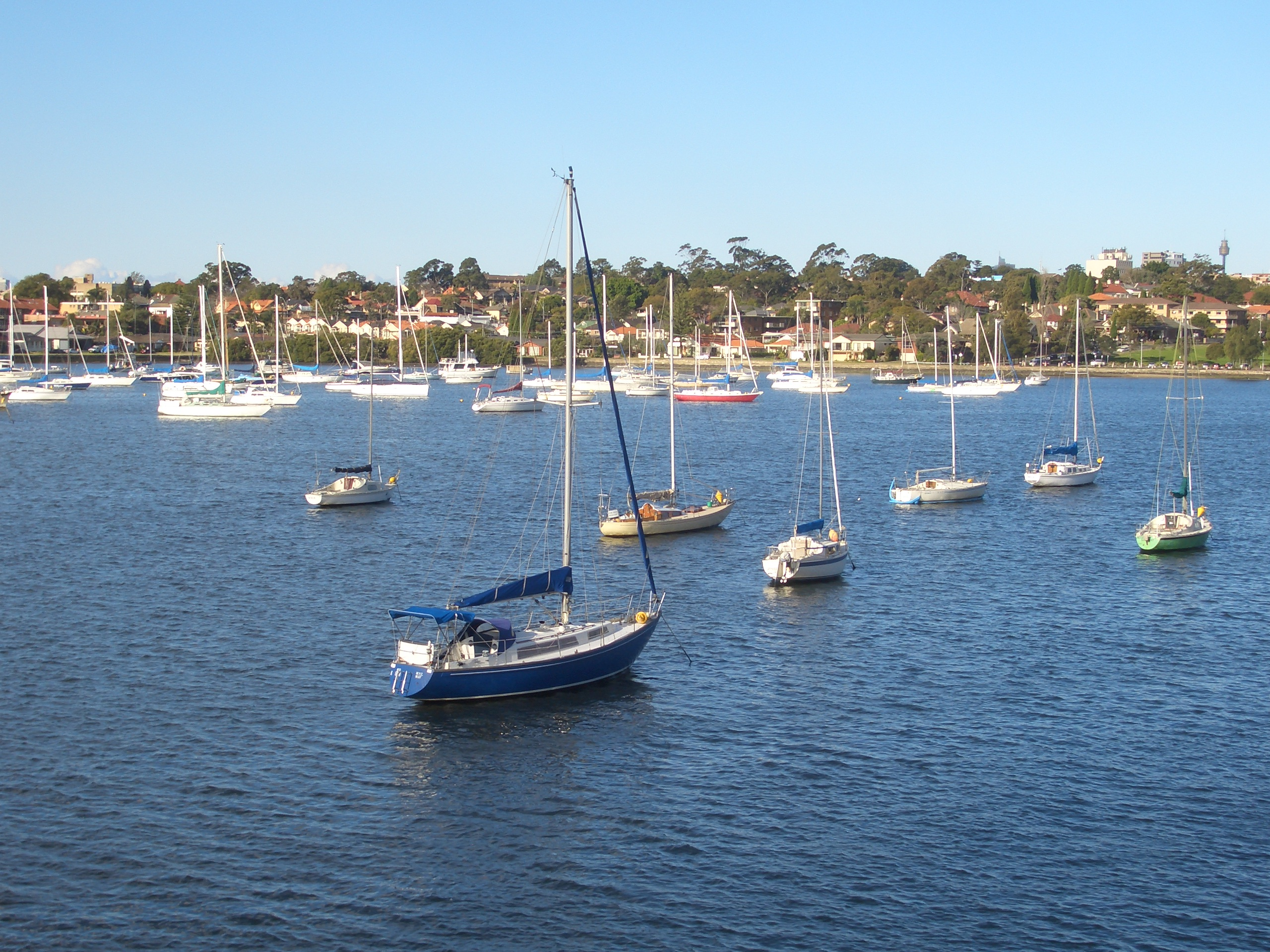
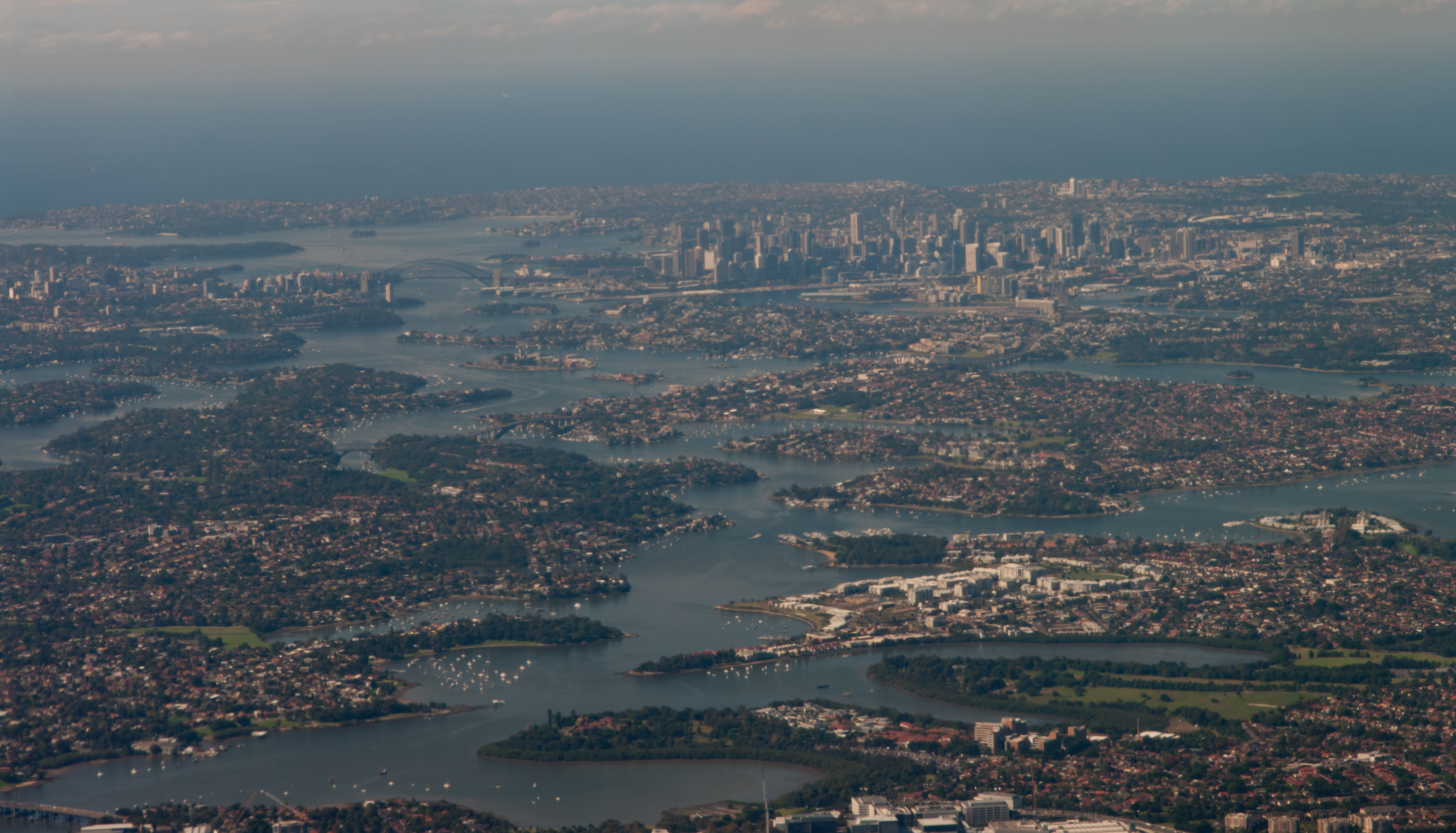
منظرجوي لمصب النهر عند وصوله ميناء جاكسون